# Universitätsarchiv Hamburg
Das Universitätsarchiv Hamburg (Eigenname: UAHHR) ist eine zentrale Einrichtung der Universität Hamburg. Als öffentliches Archiv dient es der Forschung und Lehre an der Universität, ihrer Selbstverwaltung und Rechtssicherung. Eine Besonderheit des Hamburger Universitätsarchivs ist die Zuständigkeit für das universitäre Records Management, die das Archiv sehr eng an die Universitätsverwaltung bindet.

## Geschichte
Im Universitätsarchiv wird das archivwürdige Verwaltungsschriftgut der Universität Hamburg und ihrer Vorgängerinstitutionen verwahrt. Darüber hinaus sammelt das Universitätsarchiv Nachlässe von Universitätsangehörigen und Objekte von hochschulgeschichtlicher Bedeutung. Die im Universitätsarchiv zugängliche Überlieferung reicht bis in das frühe 20. Jahrhundert zurück. Sie dokumentiert unter anderem die Entstehung der Hamburger Universität während der Weimarer Republik, die Phase der Umbenennung in Hansische Universität in der Zeit des Nationalsozialismus, die Wiedereröffnung der Universität Hamburg im Jahr 1945 sowie ihren Weg über die Studentenproteste bis zur modernen Universität im 21. Jahrhundert. Seit Gründung bis 2014 wurden die Bestände im Staatsarchiv Hamburg verwahrt, so dass die älteren Bestände zum größeren Teil noch immer dort verwahrt werden. Die Einsichtnahme von Archivgut zu wissenschaftlichen, persönlichen und publizistischen Zwecken ist jeder Person möglich.

## Struktur
Thematisch ist das Universitätsarchiv in den Archivbereich und den Registraturbereich gegliedert und verfügt über drei Abteilungen für Schriftgutverwaltung, Archivische Kernaufgaben und Digitale Dienste und interne Beratung. Das Universitätsarchiv Hamburg vereinigt damit als eine der wenigen Einrichtungen in der Bundesrepublik Deutschland alle Aufgaben, die sich auf den Lebenszyklus von Amtsschriftgut beziehen von der Anlage des Aktenplans und der Vergabe von Aktenzeichen für den beginnenden Geschäftsvorgang bis hin zu Bewertung, Verzeichnung und Magazinierung der archivwürdigen Teile der universitären Überlieferung. Dem digitalen Wandel wurde durch Gründung des Referats Digitale Dienste und interne Beratung Rechnung getragen.
Leiter des Archivs ist seit 2020 Dennis Hormuth.

## Bestand

### Hamburger Matrikelportal
Das Hamburger Matrikelportal ermöglicht Recherchen in der Matrikel der Universität Hamburg. Es bietet Informationen zu allen Studentinnen und Studenten, die zwischen 1919 und 1935 in Hamburg studiert haben. Zum 100. Geburtstag der Universität Hamburg war die Datenbank online gegangen, in der alle Studierenden aus den Jahren 1919 bis 1935 verzeichnet sind. Neben etwa 35.000 Einträgen mit Immatrikulationsdaten stehen auch die digitalisierten Originalbände der Universitätsmatrikel zur Verfügung. In diesen Büchern wurden für jede der damals noch vier Fakultäten handschriftlich die Informationen zur Einschreibung vermerkt. In einem weiteren Projekt, das durch die DFG gefördert wurde, wurden die von den Studierenden mit persönlichen Angaben versehenen Formulare der Immatrikulationsanträge von 1918 bis zur Gleichschaltung und Neuorganisation der Hochschulverwaltung 1935 digitalisiert. Diese Dokumente sind Teil des Bestandes „201c Abt. 3 Studium und Lehre“. Matrikel und Immatrikulationsanträge sind in einer gemeinsamen Datenbank abrufbar.

### Hamburger Professorinnen- und Professoren-Katalog (HPK)
In Kooperation mit der Arbeitsstelle für Universitätsgeschichte wurde ein umfassender Katalog über die früheren Professoren und Professorinnen der Universität Hamburg erstellt und über eine Internetseite der Allgemeinheit zugänglich gemacht. Der HPK deckt einen Zeitraum von 1919 bis 1921 ab. Im Hinblick auf das hundertjährige Jubiläum der Universität Hamburg wurde in der Arbeitsstelle für Universitätsgeschichte der HPK unter Federführung von Rainer Nicolaysen und Matthias Glasow entworfen und bearbeitet. Der Katalog wurde am 26. Januar 2017 vorgestellt und freigeschaltet. Seit März 2017 erfolgt die redaktionelle Betreuung und Bearbeitung durch das Universitätsarchiv Hamburg.

### Vor- und Nachlässe
Das Archiv verfügt über verschiedene Vor- und Nachlässe von ehemaligen Professoren der Universität.